# Hyposemansis subornata
Hyposemansis subornata là một loài bướm đêm trong họ Erebidae.